# Nikša Borović
Nikša Borović (1937. – 14. rujna 2021.) je bio nogometaš RNK Split krajem 50-ih godina.
Nastupao je i u prvoj Splitovoj prvoligaškoj sezoni 1957/58. Kao desno, a po potrebi i lijevo krilo, odigrao je 22 utakmice i postigao 3 gola. Igrao je i 3 utakmice za juniorsku reprezentaciju bivše Jugoslavije. 9 godina igrao je za Splita. Sa 17 godina zaigrao je za prvu momćad, a već kao devetnaestogodišnjak bio je standardni član navalne petorice prvoligaškog Splita. Dres s brojem sedam bio je njegov, a navijaći Splita su znali : "desno krilo - Ćićo Borović, a livo - Pope Dumanić".
Barba Luka Kaliterna je rekao za njega, da je bio umjetnik s balunom.